# Kakao (Unternehmen)
Die Kakao Corp. ist ein südkoreanisches Unternehmen, das in einigen Bereichen des südkoreanischen Kommunikations- und Internetmarkts eine fast monopolartige Stellung besitzt. So gehören zu ihr der in Südkorea meistgenutzte Messenger KakaoTalk, der meistgenutzte Navigationsdienst KakaoMap sowie die drittmeistgenutzte Suchmaschine Daum. Kakao wird am Korea Exchange gehandelt und ist im KOSPI gelistet.

## Geschichte
Im Mai 2014 wurde die Fusion von Daum mit KakaoTalk bekanntgegeben, dem ebenfalls südkoreanischen Hersteller einer Textnachrichten-App, wobei KakaoTalk den größeren Anteil am neu geschaffenen Unternehmen halten wird.
Anfang 2016 übernahm Kakao mit 76,4 % die kontrollierende Mehrheit des Unternehmens LOEN Entertainment, das unter anderem den populärsten Musikstreaming-Dienst Südkoreas, MelOn, betreibt.
Die 2016 gegründete Kakao Bank ging im Juli 2017 online und hatte innerhalb weniger Wochen bereits 2 Millionen Kunden. Sie ist die erste ausschließlich online arbeitende Bank in Südkorea.
Im Oktober 2022 ließ ein Brand in einem angemieteten Serverzentrum die Masse der Kakao-Anwendungen landesweit über ein Wochenende ausfallen. Der Stellvertretende CEO Whon Namkoong trat daraufhin zurück und Neuinvestitionen in die eigene Infrastruktur von 300 Millionen Dollar wurden angekündigt. Südkoreas Präsident Yoon Suk-yeol bezeichnete die KakaoTalk APP im Zuge des Vorfalls als Teil der Nationalen Kommunikationsinfrastruktur.